# 1619 Ueta
1619 Ueta је астероид главног астероидног појаса са средњом удаљеношћу од Сунца која износи 2,240 астрономских јединица (АЈ).
Апсолутна магнитуда астероида је 12,15.